# Чемпионат России по стрельбе из лука в помещении 2025
Чемпионат России по стрельбе из лука в помещении 2025 года проходил с 25 по 29 января в городе Орле. На чемпионате было разыграно 8 комплектов наград — 4 в дивизионе «Классический лук» и 4 в дивизионе «Блочный лук». Соревнования являются отборочными на чемпионат Европы по стрельбе из лука в помещении 2025.

## Медальный зачёт
| Общее количество медалей                                                                                            | Общее количество медалей        | Общее количество медалей | Общее количество медалей | Общее количество медалей | Общее количество медалей |
| --- | ------------------------------- | ------------------------ | ------------------------ | ------------------------ | ------------------------ |
| Место | Регион                          | Золото                   | Серебро                  | Бронза                   | Всего                    |
| 1 | Забайкальский край              | 2                        | 1                        | 2                        | 5                        |
| 2 | Москва                          | 2                        | 1                        | 1                        | 4                        |
| 3 | Бурятия                         | 1                        | 1                        | 2                        | 4                        |
| 4 | Свердловская область            | 1                        | 1                        | 0                        | 2                        |
| 5 | Чувашия                         | 1                        | 0                        | 0                        | 1                        |
| 5 | Ярославская область             | 1                        | 0                        | 0                        | 1                        |
| 6 | Ямало-Ненецкий автономный округ | 0                        | 2                        | 0                        | 2                        |
| 7 | Иркутская область               | 0                        | 1                        | 1                        | 2                        |
| 8 | Псковская область               | 0                        | 1                        | 0                        | 1                        |
| 9 | Краснодарский край              | 0                        | 0                        | 1                        | 1                        |
| 9 | Якутия                          | 0                        | 0                        | 1                        | 1                        |
| Жирным шрифтом выделено наибольшее количество медалей в своей категории. Цветом перванш выделен принимающий регион. |                                 |                          |                          |                          |                          |

## Медалисты

### Классический лук
| Дисциплина                    | Золото                                                                              | Серебро                                                              | Бронза                                                                          |
| Мужчины. Личное первенство    | Балданов Арсалан · Забайкальский край                                               | Малафеев Максим · Свердловская область                               | Осоров Буянто · Забайкальский край                                              |
| Женщины. Личное первенство    | Перова Ксения · Свердловская область                                                | Дамдинова Бальжин · Забайкальский край                               | Тараярова Мария · Якутия                                                        |
| Мужчины. Командное первенство | Бурятия · Цыдыпов Эрдэм · Цыренов Сергей · Шатаев Савелий                           | Иркутская область · Будаев Содном · Осипов Вячеслав · Цыбжитов Болот | Забайкальский край · Балданов Арсалан · Намсараев Сандан · Цынгуев Бэлигто      |
| Женщины. Командное первенство | Забайкальский край · Дашинимаева Ирина · Плотникова Татьяна · Цырендоржиева Валерия | Бурятия · Гомбоева Светлана · Очирова Эржэна · Степанова Инна        | Краснодарский край · Богатырева Екатерина · Градинар Виктория · Завадская Алёна |

### Блочный лук
| Дисциплина                    | Золото                                                        | Серебро                                                                                      | Бронза                                                                       |
| Мужчины. Личное первенство    | Жулин Иван · Москва                                           | Калашников Виктор · Ямало-Ненецкий автономный округ                                          | Ангархаев Бато · Бурятия                                                     |
| Женщины. Личное первенство    | Румянцева Екатерина · Ярославская область                     | Махненко Елизавета · Москва                                                                  | Черкезова Арина · Москва                                                     |
| Мужчины. Командное первенство | Чувашия · Гареев Артур · Максимов Лев · Прохоров Василий      | Псковская область · Кузнецов Сергей · Силаев Илья · Фазанов Владимир                         | Бурятия · Ангархаев Бато · Серебряков Руслан · Шенхоров Сергей               |
| Женщины. Командное первенство | Москва · Димидюк Мария · Махненко Елизавета · Черкезова Арина | Ямало-Ненецкий автономный округ · Бальжанова Виктория · Герасимова Ксения · Ребрушкина Арина | Иркутская область · Батуева Екатерина · Гришкевич Валерия · Мокина Екатерина |